# 吉列尔莫·奥乔亚
弗朗西斯科·吉列尔莫·奥乔亚·马加尼亚（西班牙語：Francisco Guillermo Ochoa Magaña，1985年7月13日—）是一名墨西哥职业足球运动员，司职守门员，現效力葡超的AVS。墨西哥國家足球隊成員。
奥乔亚最初效力于墨西哥联赛球队亞美利加队，2011年合约到期后自由转会至法國甲組足球聯賽中的阿些斯奧 。2014年，奥乔亚与阿些斯奧的合约到期，因阿雅克肖降級至乙级联赛不再续约，奥乔亚隨即離隊恢復自由身。2014年8月1日，马拉加足球俱乐部宣布，签下奥乔亚。

## 生平

### 球會

#### 墨西哥美洲
奥乔亚18岁的时候跟随荷兰籍教练并且在2004墨西哥秋季联赛墨西哥美洲和蒙特雷（C.F. Monterrey）中的比赛上初登职业赛场，奥乔亚很快就展现出了他的技术和潜质，展现在聚光灯下的年轻小将很快就取代了受伤的老将阿道夫·里奥斯（Adolfo Rios），并且在里奥斯康复后也能分享一定的首发出场机会。在2004年春季联赛开始后，由于里奥斯的退役，奥乔亚成为了队中一号门将，可是新任主教练奥斯卡·鲁杰里（Oscar Ruggeri）却为球队引进了新门将，阿根廷好手塞巴斯蒂安·萨哈（Sebastián Saja）以及经验丰富的老将里卡多·马丁内斯（Ricardo Martinez），很快奥乔亚就被鲁杰里安排到了替补名单中。
鲁杰里的执教和球队起了较大的矛盾，在赛季开始后仅仅执教了球队6场比赛后就被迫下课，而新教练马里奥·拉利洛（Mario Carrillo）则非常器重奥乔亚，除去受伤和征召入国家队，奥乔亚几乎场场都得到首发的机会。在拉利诺教练的带领下奥乔亚也随亞美利加生涯中首次夺得了联赛冠军奖牌，很快奥乔亚也成为球队夺冠的重要人物，在2005年秋季联赛和2006年春季联赛中球队保持了28场不败的记录，他甚至在2007年成为了欧洲足球先生的外籍候选人之一。
2010年年底，尚在墨西哥美洲队效力的奥乔亚与英超俱乐部富咸传出绯闻，甚至飞抵英国参加了试训。但是在墨西哥美洲俱乐部的介入下最终未能如愿。其后又分别与奥林匹亚科斯、皇家贝蒂斯等欧洲俱乐部有过接触。2011年，奥乔亚与墨西哥美洲队的合约即将到期，因其本人希望前往欧洲发展，没有接受续约的邀请。原本已经与法甲豪门巴黎圣日耳曼谈妥，即将以自由转会的形式加入大巴黎，但因随后发生的兴奋剂事件而作罢。（详见#国家队部分）
尽管经过两个月的停赛调查，事后足协澄清他的清白，然而受兴奋剂事件的影响，原本有意引入他的欧洲俱乐部们纷纷改变了主意。只有法甲俱乐部阿雅克肖在这期间与奥乔亚一直保持联系。因此在停赛调查结束后，奥乔亚立即与这支队伍签署了为期三年的合同。

#### 阿雅克肖
在奥乔亚身陷兴奋剂风波时，除了阿雅克肖外所有原本希望得到他的欧洲俱乐部都停止了与他的接触。阿雅克肖的主席奥尔索尼则表示：“我们了解你，我们需要你，虽然我们无法支付你现在的工资，但我们会张开双臂欢迎你，会在身后一直支持你战斗。”因此，尽管引起了一些外界的猜测，奥乔亚还是毅然决定以仅相当于他在墨西哥国内1/4的薪资加入了这家刚刚从乙级联赛升甲级联赛的法国小俱乐部。
2011年8月1日，官方正式宣布奥乔亚自由转会至法国足球甲级联赛的阿些斯奧。在法甲2011至2013三个赛季的扑救榜中均名列第一。（2011-2012赛季134次，2012-2013赛季128次，2013-2014赛季141次）
2013-2014赛季第2轮，阿雅克肖客场对阵法甲豪门巴黎圣日耳曼。在这场实力悬殊的比赛中，巴黎全场控球率超过80%，射门数高达37次，其中14次射正，然而最终比分竟然是不可思议的1：1平。奥乔亚在这次比赛中贡献了12次精彩的扑救，将兹拉坦·伊布拉希莫维奇、埃丁森·卡瓦尼等一流前锋的射门一一挡在门外，成为缔造这次传奇性的比赛的第一关键人物。
2014年6月30日，与阿雅克肖的合约到期，而阿雅克肖在法甲的上个赛季排名垫底，即将面临降级，因此并没有向奥乔亚提出续约，因此他回复了自由身。由于在巴西世界杯上的精彩表现，成为了转会市场上的热门。

#### 馬拉加
2014年8月1日，奥乔亚自由轉會至西甲馬拉加，作为替补门将。在2015—2016赛季下半段比赛其中一场比赛中，卡文尼因伤，提前结束这赛季的西甲比赛，奥祖亚获得了宝贵的机会，踢完马拉加剩下的2015—2016赛季下半段比赛

#### 格拉納達
2016年7月22日，奥乔亚被租借到西甲保级球队格拉納達足球隊。整个赛季奥乔亚贡献了168次扑救，位列五大联赛之首。同时整个赛季奥乔亚也丢了82球，是五大联赛丢球最多的门将，也是西甲历史上单赛季丢球最多的门将。格拉纳达联赛狂输26场，降入西乙。

### 國家隊

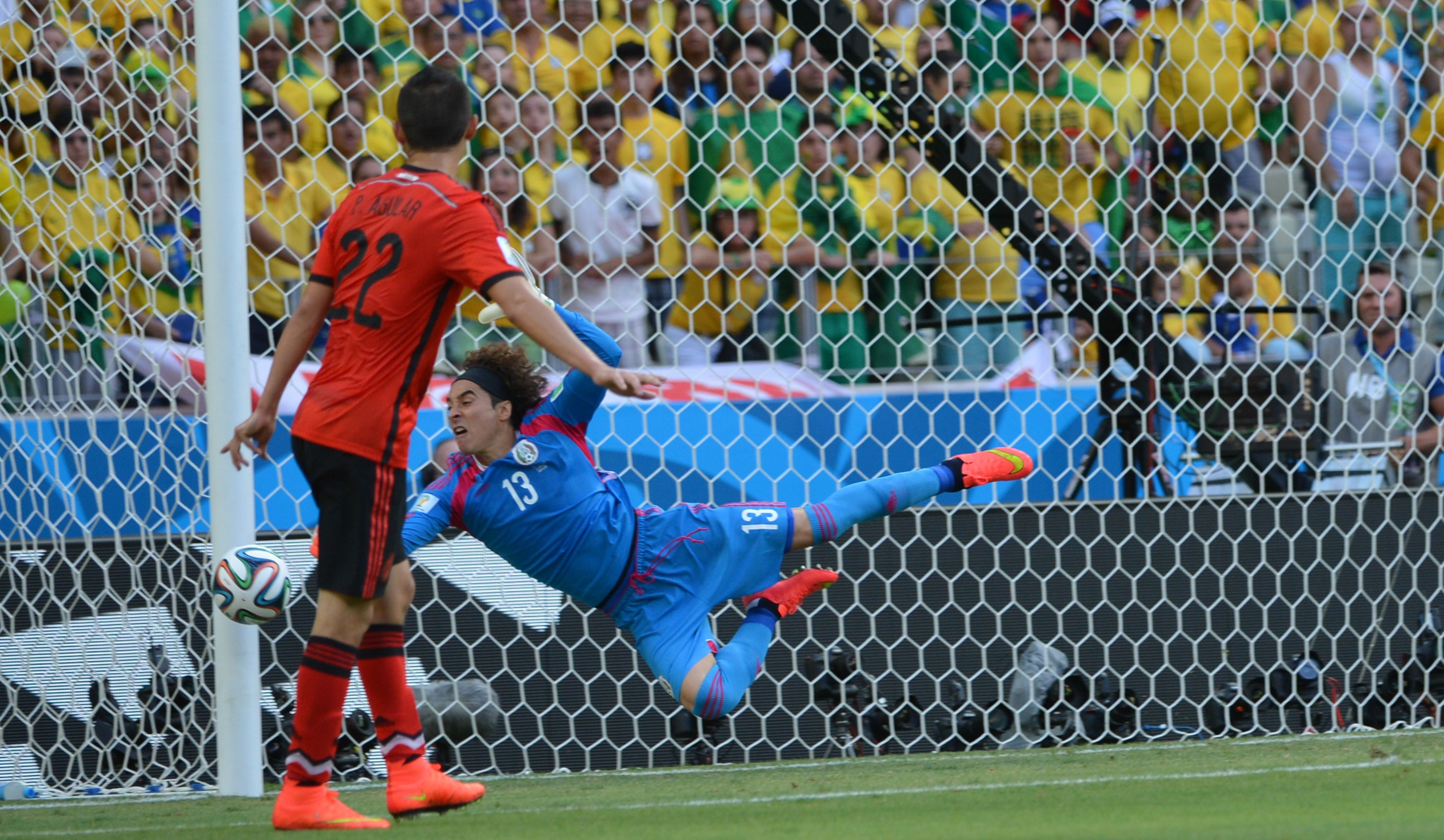
在2014年巴西世界杯小组赛墨西哥对阵巴西的比赛中奥乔亚做出的精彩扑救。

吉列尔莫·奥乔亚国际赛场的初次亮相时在美国进行的一场墨西哥队和匈牙利队的友谊赛。他的初次登场和和何塞·安东尼奥·奥维拉一起都被誉为天才型球员。20岁那年，他被阿根廷籍国家队主教练里卡多·拉沃佩（Ricardo Lavolpe）招入2006年世界杯的国家队阵容中作为球队中的3号门将。世界杯之后国家队新任教练将奥乔亚安排进墨西哥国家足球队的2号门将有时甚至首发门将的位置。奥乔亚也参加了2007年的中北美和加勒比海地区金杯赛以及2007年美洲杯，在2007年6月27日美洲杯首场比赛中奥乔亚帮助墨西哥队2-0击败了巴西并且保持球门不失，在比赛中奥乔亚做出了无数次的精彩扑球力保墨西哥队城门不失。
2006年及2010年，奥乔亚两次入选墨西哥国家队征战南非世界杯的大名单，由于在世界杯之前与朝鲜队的热身赛中因为失误而导致失分，从而被老门将佩雷斯取代，没能获得出场机会。
2011年，原本作为主力门将代表墨西哥国家队参加该年在北美举办的中北美和加勒比地区金杯赛的奥乔亚，在与萨尔瓦多的赛后尿检中被检查出盐胺双氯醇胺呈阳性反应。除他之外还包括他的另外四名队友，也被检查出同样的结果。如此多的球员同时牵涉禁药嫌疑，在足球历史上也极为罕见，墨西哥足协第一时间取消了这五人的国家队资格，并且做出了停赛接受调查的决定。经过两个月的调查，最终官方证实五人只是误食被瘦肉精污染的肉食。奥乔亚也得以重新回归国家队。
2014年，时年29岁的奥乔亚第三次代表国家队出征世界杯，直到最终确定名单的前一刻才被确定作为主力门将首发。巴西世界杯中A組預賽對地主巴西的比賽中，也在門前做出多次反應快速的撲救，最終以0-0逼平巴西，被選為本場比賽的最佳球員。其中救出了巴西前锋的頭槌（該球已經在球门綫的一半）更使球迷津津樂道。在十六強淘汰賽中，墨西哥對荷蘭比賽，可惜最後時刻墨西哥不幸地輸給荷蘭再一次止步十六強，但守門員奧祖亞今場表現也十分出色，國際足聯再次當場選為吉列尔莫·奥乔亚成為最佳球員，吉列尔莫·奥乔亚亦在2014年巴西世界盃上第二次被國際足聯選為本場比賽最佳球員之一守門員。2014年巴西世界盃國際足協沒選上2014年巴西世界盃表現出色之一守門員吉列尔莫·奥乔亚作為2014年巴西世界盃最佳守門員候選名單。
2018年世界杯，奥乔亚依旧作为墨西哥主力门将打完全部4场比赛，并奉献了25次扑救，这是当届世界杯中扑救次数第二多的门将，仅次于蒂博·库尔图瓦的27次，也是墨西哥自1966年世界杯以来扑救次数最多的门将。
2022年世界杯，奥乔亚五度代表墨西哥参赛。在对阵波兰的首场小组赛中，奥乔亚以神勇表现扑下罗伯特·莱万多夫斯基的点球，帮助球队0比0闷平对手。

## 軼事
- 关于昵称：“MEMO”的昵称是从父亲那里继承来的，是从名字“吉列尔莫”（Guillermo）变化而来。[3]
- 关于发型：奥乔亚的标志性发型被球迷们戏称为“蓬蓬头”“爆炸头”，然而他在其少年时期却一直是留的光头。16岁时进入职业队训练，常被队中前辈嘲笑。因为队里前三个都是长髮，还对他说不留头发就不让他一起训练。于是奥乔亚留起了长髮，并带着这个发型参加了自己的职业生涯出战，从那以后他一直保留着这个发型。他相信这个发型能给他带来好运。[3]
- 六指门神：2014年世界杯小组赛奥乔亚零封巴西后，網民隨即將奧祖亞改成神奇四俠石頭人等等圖片。更有人戏称奥乔亚之所以能完成神奇扑救，是因为他的右手有六根手指。[14]
- 痴心球迷：2014年奥乔亚与阿雅克肖的合約到期，传闻面临降级的阿雅克肖无力支付奥乔亚的薪水，因此不再续约。于是有痴心阿雅克肖球迷为了挽留奥乔亚，将自己在阿雅克肖的房子、房间里的东西，以及妻子、孩子、母亲一起放到網路上，标价1000欧元。为的是为奥乔亚凑齐一份合同。[15]
- 貌似吳鎮宇：奥乔亚在2014年世界杯的出色表現而令人留意。而在大中華地區，亦有球迷留意到奥乔亚的容貌與香港著名演員吳鎮宇十分相似，因此他被稱爲「墨西哥吳鎮宇」或「墨西哥Sam哥」。[16]
- 國家隊表現：奥乔亚的球會生涯较为平淡，並不怎樣令人留意，但他在國家隊的表現（尤其在世界盃）卻猶如另一個人，每次交出極佳表現，大部分球迷接觸他都是從國際賽開始的，令他成為少數被注意國際賽表現多於球會表現的球員。

## 荣誉

### 球會
聖路易斯
- 墨西哥足球拓展聯賽：春季联赛 2004年

亞美利加
- 墨西哥锦标赛：秋季联赛 2005年
- 墨西哥锦标赛：Campeón De Campeones (墨西哥超级杯) 2005年
- 中北美洲及加勒比海足球冠军联赛：2006年
- 墨西哥國際聯賽杯 : 2008年

標準列治
- 比利時盃 : 2017-18[17]

### 國家隊
墨西哥國家隊
- 美洲金盃冠軍：2009年、2011年、2015年、2019年

### 其它
- 2007年入选《法国足球》金球奖50人大名单，位列第27
- 足球游戏《FIFA 08》北美版及《FIFA 09》北美版及墨西哥版封面人物。

## 引用
1. ↑  . FIFA.   [25 September 2018]. （原始内容存档于23 June 2018）.
2. ↑  . standard.be.   [2022-11-26]. （原始内容存档于2017-08-23）.
3. 1 2 3 4 5 6  《足球周刊》第621期转载《法国足球》对奥乔亚的专访，2014.4.08
4. ↑  .   [2014-07-13]. （原始内容存档于2019-08-11）.
5. ↑  . Malaga FC.   [2014-08-04]. （原始内容存档于2015-02-08） （西班牙语）.
6. ↑  墨门神转战比甲 上赛季西甲扑救最多仍创尴尬纪录 （页面存档备份，存于）.体坛+.[2017-07-10].
7. ↑  .   [2014-11-02]. （原始内容存档于2020-11-26）.
8. ↑  .   [2014-07-13]. （原始内容存档于2019-08-10）.
9. ↑  . Goal.com. 2014-06-17  [2014-06-17]. （原始内容存档于2016-03-18）.
10. ↑  . BBC Sports. 2014-06-17  [2014-06-17]. （原始内容存档于2016-01-10）.
11. ↑  . FIFA.com. 2014-06-17  [2014-06-17]. （原始内容存档于2016-03-04）.
12. ↑  累！奥乔亚再献8次神扑 25次总扑救成最忙门将 （页面存档备份，存于）.搜狐.
13. ↑  数据世界杯：法国收乌龙、点球最多 比利时夺多个第一 （页面存档备份，存于）.新华网.
14. ↑  . 网易.   [2014-08-04]. （原始内容存档于2019-08-11）.
15. ↑  .   [2014-07-13]. （原始内容存档于2019-11-28）.
16. ↑  . am730. 2022-11-21  [2022-11-22]. （原始内容存档于2022-11-22）.
17. ↑  . El Universal.   [17 March 2018]. （原始内容存档于2018-07-05） （西班牙语）.